# Armilla (decorazione militare)
L'armilla (plur. Armillae) era una decorazione militare conferita ai soldati della Roma Imperiale. Consisteva in un bracciale, solitamente in metallo pregiato, con incisa la motivazione della onorificenza. La Historia Augusta ci racconta di un episodio curioso avvenuto al tempo dell'imperatore romano Decio, che riguardava il futuro imperatore, Claudio il Gotico:
(Historia Augusta, Divus Claudius, 13.6-7.)
Si racconta che durante questo episodio fosse presente lo stesso imperatore Decio (che regnò dal 249 al 251), il quale lo lodò pubblicamente per il valore ed il pudore, tanto da donargli armillae e torques (collari), ma lo invitò anche a ritirarsi dalle competizioni militari, temendo che potesse compiere altri atti troppo violenti per le regole della lotta.